# Vlad Van Mechelen
Vlad Van Mechelen (* 2. Juni 2004 in Leuven) ist ein belgischer Radrennfahrer, der auf der Straße aktiv ist.

## Sportlicher Werdegang
Bereits als Junior machte Van Mechelen durch zahlreiche Podiumsplatzierungen auf sich aufmerksam. Neben drei Siegen bei internationalen Rennen gewann er bei den Weltmeisterschaften 2022 die Bronzemedaille im Straßenrennen der Junioren. Zur Saison 2023 wurde er Mitglied im Development Team dsm-firmenich PostNL, mit dem er zahlreiche weitere Spitzenplatzierungen einfuhr, unter anderen zweite Etappenplätze bei der Olympia’s Tour und der Tour Alsace 2023 sowie dritte Plätze bei Ster van Zwolle und der Tour de Bretagne Cycliste 2024. Ein zählbarer Erfolg blieb ihm jedoch verwehrt.
Zur Saison 2025 erhielt Van Mechelen einen Vertrag beim Team Bahrain Victorious, zuvor erhielt er in der zweiten Saisonhälfte 2024 die Möglichkeit, als Stagiaire für das UCI WorldTeam zu fahren.

## Familie
Sein Vater Francis Van Mechelen ist seit 2023 Sportlicher Leiter des Cannibal-Victorious U19 Development Teams, das in die Strukturen von Bahrein-Victorious integriert ist. Seine ältere Schwester Gloria (* 2002) ist als Radrennfahrerin auf nationaler Ebene aktiv.

## Erfolge
2022
- Junioren-Weltmeisterschaften Straßenrennen
- eine Etappe Manavgat Side Junior
- Guido Reybrouck Classic
- eine Etappe und Punktewertung Trophée Centre Morbihan